# والتر ر. مكوي
كان والتر ر. ماكوي (12 يناير 1880 - 20 يونيو 1952)، من مدينة نيويورك، من هواة جمع الطوابع، وقد أنشأ مجموعاتهُ الخاصة الحائزة على جوائز. وزوجتهُ هي إثيل بيرجستريسر ماكوي، التي اشتهرت بجمعها للبريد الجوي الأمريكي.

## جمع الطوابع
تخصص والتر ماكوي في جمع إصدارات المكتب، وكانت مجموعته من أرقام لوحات المكتب تتألف من 20,580 قطعة. عُرضت في المعرض الدولي المئوي (CIPEX) عام 1947 في مدينة نيويورك، وفازت بالجائزة الذهبية. كتب جورج بيندكت سلون وصفًا للمجموعة.

## النشاط الطوابعي
كان ماكوي، إلى جانب زوجته إثيل، نشيطين للغاية في مجتمع هواة جمع الطوابع. كان والتر ماكوي أحد مؤسسي جمعية أرقام لوحات الطوابع، التي سُميت لاحقًا جمعية إصدارات المكتب، ثم جمعية الطوابع الأمريكية. كما كان ناشطًا في نادي هواة جمع الطوابع في نيويورك، حيث شغل منصب الرئيس، وفي مجلس إدارة المؤتمر الأمريكي لهواة جمع الطوابع، حيث كان عضوًا فيه.

## جائزة والتر ر. ماكوي
قام والتر ماكوي بتحرير كتاب المؤتمر السنوي لجمعية هواة جمع الطوابع الأمريكية من عام 1945 إلى عام 1950. كما قامت زوجته، إيثيل، بإنشاء جائزة والتر ر. ماكوي السنوية لأفضل مقال في كتاب المؤتمر.

## التكريم
ادرج اسمهُ في قاعة مشاهير الجمعية الأمريكية لهواة طوابع البريد عام 1952.

## الأرث
بعد وفاة والتر ماكوي، تبرعت أرملته، إيثيل، في عام 1964، بمجموعتهِ الشهيرة من أرقام لوحات الطوابع الصادرة عن المكتب إلى نادي هواة جمع الطوابع في نيويورك.